# Sergei Timofejewitsch Morosow
Sergei Timofejewitsch Morosow (russisch Сергей Тимофеевич Морозов; * 27. Julijul. / 8. August 1860greg. in Moskau; † 11. Dezember 1944 in Sainte-Geneviève-des-Bois (Essonne)) war ein russischer Unternehmer und Mäzen.

## Leben
Morosow war der jüngste Sohn des altgläubigen Vorstandsvorsitzenden des Textilunternehmens Sawwa Morosow Sohn und Co. mit der Nikolskaja Manufaktura und seiner Frau Marija Fjodorowna Morosowa. Morosow besuchte zusammen mit seinem Bruder Sawwa das Moskauer 4. Gymnasium mit Abschluss 1881. Anschließend trat er in die Universitätsabteilung des Moskauer Thronfolger-Nikolaus-Lyzeums ein und studierte dann an der juristischen Fakultät der Universität Moskau mit Abschluss 1887 als Kandidat der Rechte. 1883 gründete er mit anderen unter dem Einfluss der panslawistischen Sokol-Bewegung die Russische Gymnastik-Gesellschaft.

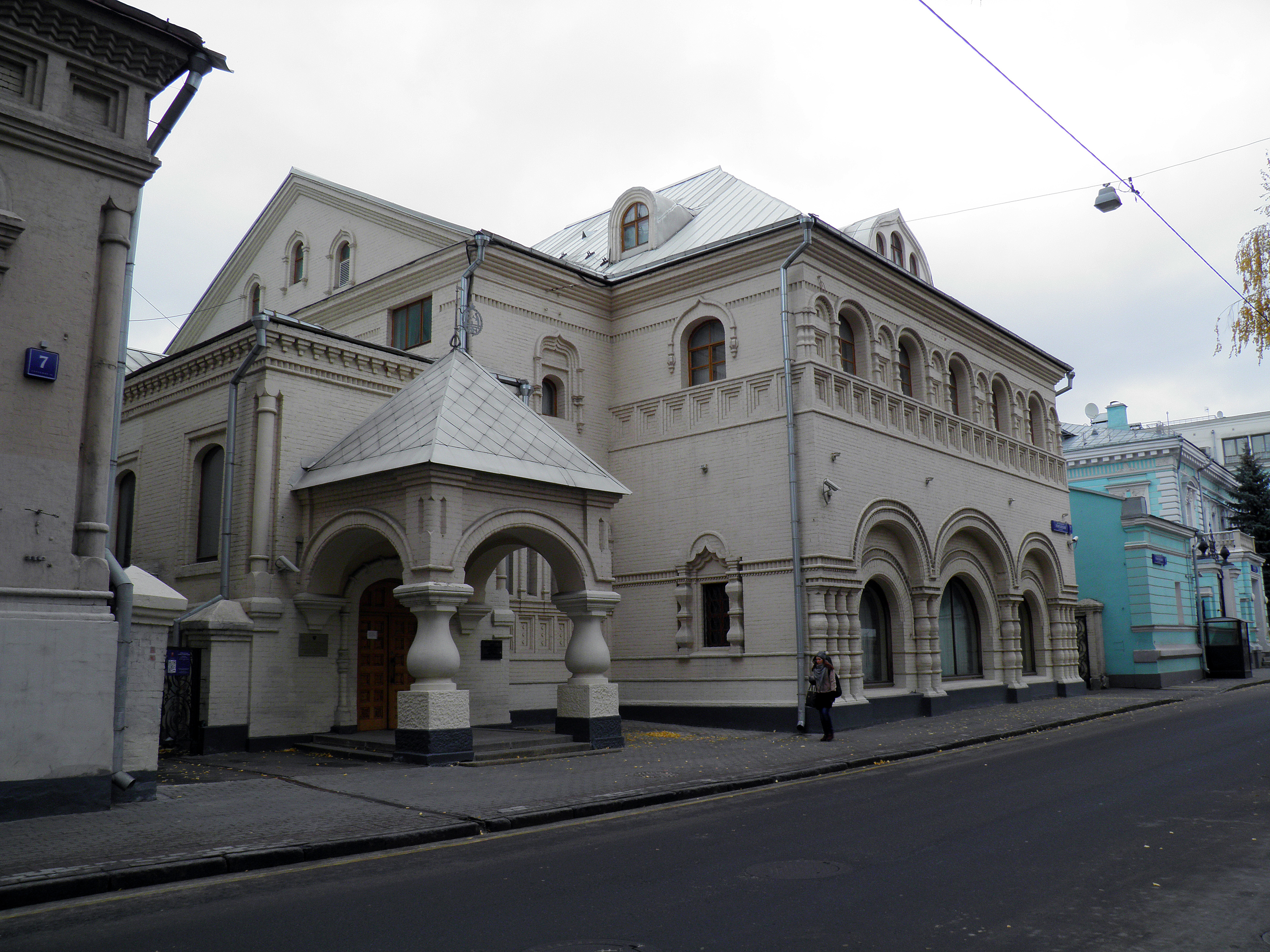
Handwerksmuseum, Leontjewski Pereulok 7, Moskau

1888–1889 beteiligte sich Morosow an der Arbeit des vom Moskauer Gouvernementssemstwo 1885 gegründeten Handwerksmuseums, das sich in einem Flügel der Villa W. J. Lepeschkina befand. 1890 übernahm er die Leitung des Museums. 1897 wurde er Ehrenkurator des Museums. 1903 kaufte Morosow das zweistöckige Gebäude des Herausgebers Anatoli Iwanowitsch Mamontow am Leontjewski Pereulok und erweiterte es, um darin das Handwerksmuseum unterzubringen. Neben den Mitteln des Semstwo unterstützte er das Museum mit eigenen Mitteln. 1910 schlug er dem Semstwo eine radikale Neuordnung der Handwerksförderung vor, wozu auch die Neuorganisation des Museums gehörte. Neben dem neuen Büro für Gewerbeförderung und der Handelsabteilung gab es das bisherige Handwerksmuseum, das als Museum für Design  ein künstlerisch-experimentelles Laboratorium mit dem Künstler Nikolai Dmitrijewitsch Bartram an der Spitze werden sollte. Morosow sammelte Objekte der russischen dekorativen und angewandten Kunst des 17.–19. Jahrhunderts, mit denen er die Museumssammlungen erweiterte.
1898 stiftete Morosow zusammen mit seinem Bruder Sawwa und weiteren Moskauer Kaufleuten ein öffentliches Theater, das das Moskauer Kunsttheater wurde. Im gleichen Jahr wurde er Mitglied des Komitees für den Bau des Museums für Angewandte Kunst an der Universität Moskau. 1900 war Morosow als Förderer verbunden mit dem Kaiser-Alexander II.-Kunstmuseum, der Strekalowski-Schneiderschule und der Stroganow-Schule für Technisches Zeichnen. Anna Semjonowna Golubkina porträtierte ihn. Er finanzierte die Kunstzeitschrift Mir Iskusstwa. Er unterstützte Isaak Iljitsch Lewitan, der 1892–1900 in Morosows Haus lebte und arbeitete. Morosow malte selbst Landschaften und interessierte sich für Musik. Iwan Andrejewitsch Hermann baute auf Kosten Morosows die nach Morosow benannte Geburtsklinik des Staro-Jekaterinskaja-Krankenhauses, die mit 74 Betten 1909 eröffnet wurde. Er wohnte in der Powarskaja-Straße. Sein Landsitz Uspenskoje befand sich bei Swenigorod.
Nach dem Tode seines Bruders Sawwa 1905 übernahm Morosow die Geschäftsführung der Morosow-Manufaktura. Nach Beginn des Ersten Weltkrieges spendete Morosow 200.000 Rubel für die Bedürfnisse in der Kriegszeit. 1916 stellte er eins seiner Stipendien dem Institut der Altgläubigen Gemeinde zur Verfügung.
Nach der Oktoberrevolution wurden die Morosows enteignet. Das Morosow-Museum wurde das Museum für Volkskunst, und Morosow konnte im Museum als Handwerksberater bleiben.
1925 emigrierte Morosow nach Frankreich. Dort heiratete er Olga Wassiljewna Kriwoscheina (1866–1953), die jüngste Schwester des Politikers Alexander Wassiljewitsch Kriwoschein, mit der er in bescheidenen Verhältnissen lebte. Sie blieben ohne Kinder und betreuten den Neffen Nikita Igorewitsch Kriwoschein (* 1934), der nach dem Zweiten Weltkrieg als Übersetzer in der UdSSR und in Frankreich lebte. Morosow wurde auf dem Russischen Friedhof von Sainte-Geneviève-des-Bois begraben.
50 Jahre nach Morosows Tod wurde beschlossen, Morosows Nachlass im Museum für Volkskunst neu zu ordnen und das Museum im historischen Gebäude am Leontjewski Pereulok zu erhalten. 1999 wurde das Museum dem 1981 im Ostermann-Palais gegründeten Allrussischen Museum für Dekorative-, Angewandte- und Volkskunst zugeordnet.